# TJ Družstevník Ďanová
TJ Družstevník Ďanová là một câu lạc bộ bóng đá Slovakia, đến từ thị trấn Ďanová.